# Rustenburg (Noordgouwe)
Rustenburg is een buitenplaats in Noordgouwe, aan de Kloosterweg.
Het buiten Rustenburg werd waarschijnlijk aangelegd voor 1658 door Philips Bisschop en Anna Resen. De echtgenote zal een lid zijn geweest van het Thoolse patriciërsgeslacht van die naam.
In 1687 is de buitenplaats verworven door de Zierikzeese stadsdokter en regent Johannes Stamperius, die deze naliet aan zijn nicht Maria van den Houten, echtgenote van Adriaan Bastert, de moeder van de later beroemde medicus en tuinliefhebber Job Baster, stichter van buitenplaats Buytensorge in de buurtschap Schuddebeurs.
Het landhuis is in 1944 door een Engels bombardement verloren gegaan. Dit gebouw had men in de negentiende eeuw (evenals op het nabij gelegen buiten Bleykzigt) van de destijds zo geliefde veranda voorzien. Op Rustenburg en buitenplaats Welgelegen in Noordgouwe werd boven de voordeur van het huis een balkon aangebracht. De Rustenburgse voorgevel is toen in het midden tot een topgevel opgetrokken alsook met een balkon uitgerust, waardoor de ingangspartij van de villa meer werd benadrukt. In de jaren vijftig van de twintigste eeuw heeft een familielid Van der Vliet – nakomelinge van erfgenamen Koole van na te noemen vrouwe Adriana Dekker - de verwoeste villa laten vervangen door een zakelijk ogend landhuis.
De structuur van het in de negentiende eeuw landschappelijk door respectieve eigenaars Zierikzees koopman Jacobus Dekker en diens dochter Adriana Dekker Jacobusdochter, de latere ambachtsvrouwe van Zonnemaire, aangelegde park is nog altijd herkenbaar.
Aan de westkant staat, op een kunstmatige verhoging, een theekoepel met tentdak van waaruit zicht op het dorp Dreischor. Op de plaats van bijbehorend achttiende-eeuws sterrenbos aan de overzijde van de Kloosterweg werd een woonhuis gesticht.
In de achttiende eeuw heeft een Zierikzees koopvaardijschip onder de naam van dit buiten gevaren.